# 尖山镇 (巫溪县)
尖山镇，是中华人民共和国重庆市巫溪县下辖的一个乡镇级行政单位。

## 行政区划
尖山镇下辖以下地区：
尖山社区、白云村、尖山村、大包村、川山村、太平村、八佳村和百步村。